# مايكل بريفوست
مايكل بريفوست (مواليد 5 يونيو 1953) هو ملاكم كندي، مثّل بلاده في الألعاب الأولمبية الصيفية 1976.

## روابط خارجية
مايكل بريفوست على موقع أوليمبيديا (الإنجليزية)
- مايكل بريفوست على موقع اتحاد ألعاب الكومنولث (مؤرشف) (الإنجليزية)